# Estación de Pedrola
Pedrola es un apeadero ferroviario situada en el municipio español de Pedrola en la provincia de Zaragoza, comunidad autónoma de Aragón. Dispone de servicios de Media Distancia operados por Renfe.

## Situación ferroviaria
La estación se encuentra en el punto kilométrico 33,3 de la línea férrea que une Casetas en Zaragoza con Bilbao a 224 metros de altitud.

## Historia
La estación fue inaugurada el 18 de septiembre de 1861 con la apertura del tramo Tudela-Casetas de la línea férrea que pretendía unir Zaragoza con Navarra por parte de la Compañía del Ferrocarril de Zaragoza a Pamplona. Esta última no tardaría en unirse con la compañía del ferrocarril de Zaragoza a Barcelona, dando lugar a la Compañía de los Ferrocarriles de Zaragoza a Pamplona y Barcelona. El 1 de abril de 1878 su mala situación económica la forzó a aceptar una fusión con Norte. En 1941, la nacionalización del ferrocarril en España supuso la integración de Norte en la recién creada RENFE.
Desde el 31 de diciembre de 2004 Renfe explota la línea mientras que Adif es la titular de las instalaciones ferroviarias.

## La estación
Está situada al norte de la localidad, entre Pedrola y Alcalá de Ebro, lejos de ambos núcleos urbanos. Es un simple apeadero formados por dos vías y dos andenes laterales. Como únicas infraestructuras reseñables dispone de un pequeño refugio cubierto y de un antiguo muelle de carga.

## Servicios ferroviarios

### Media Distancia
El tráfico de Media Distancia con parada en la estación tiene como principales destinos Zaragoza, Castejón, Logroño y Pamplona.
| Línea MD | Trenes | Origen/Destino |  | Destino/Origen   |
| -------- | ------ | -------------- |  | ---------------- |
| 22       | RE     | Zaragoza       |  | Logroño Castejón |
| 26       | RE     | Zaragoza       |  | Pamplona         |